# Challenger de Bangalore 2025
El torneo Bengaluru Open 2025 fue un torneo de tenis perteneció al ATP Challenger Tour 2025 en la categoría Challenger 125. Se trató de la 8ª edición; el torneo tuvo lugar en la ciudad de Bangalore (India), desde el 24 de febrero hasta el 2 de marzo de 2025 sobre pista dura al aire libre.

## Jugadores participantes del cuadro de individuales
| Preclasificado | País                       | Jugador            | Rank1 | Posición en el torneo |
| 1              | Bandera de Francia         | Julien Benneteau   | 56    | Primera ronda         |
| 2              | Bandera de República Checa | Vít Kopřiva        | 120   | Cuartos de final      |
| 3              | Bandera de Estados Unidos  | Brandon Holt       | 153   | CAMPEÓN               |
| 4              | Bandera de Dinamarca       | Elmer Møller       | 154   | Primera ronda         |
| 5              | Bandera de Francia         | Kyrian Jacquet     | 156   | Primera ronda         |
| 6              | Bandera de Francia         | Ugo Blanchet       | 164   | Primera ronda, retiro |
| 7              | Bandera de Japón           | Shintaro Mochizuki | 168   | FINAL                 |
| 8              | Bandera de Canadá          | Alexis Galarneau   | 170   | Baja                  |

- 1 Se ha tomado en cuenta el ranking del 17 de febrero de 2025.

### Otros participantes
Los siguientes jugadores recibieron una invitación (wild card), por lo tanto ingresan directamente al cuadro principal (WC):
- S D Prajwal Dev
- Manas Dhamne
- Ramkumar Ramanathan

Los siguientes jugadores ingresan al cuadro principal tras disputar el cuadro clasificatorio (Q):
- Nicolás Álvarez Varona
- Petr Bar Biryukov
- Hynek Bartoň
- Kasidit Samrej
- Ilia Simakin
- Karan Singh

## Campeones

### Individual Masculino
- Brandon Holt derrotó en la final a  Shintaro Mochizuki por 6–3, 6–3

### Dobles Masculino
- Anirudh Chandrasekar /  Ray Ho derrotaron en la final a  Blake Bayldon /  Matthew Romios por 6–2, 6–4